# 나누카이치촌 (시마네현)
나누카이치촌(일본어: 七日市村)은 일본 시마네현 가노아시군에 설치되었던 촌이다. 현재의 요시카정에 해당한다.